# ドナドナ (Plastic Treeのアルバム)
『ドナドナ』は、Plastic Treeの通算10枚目のオリジナルアルバム。2009年12月23日発売。発売元はユニバーサルJ。

## 概要
- 前作『ウツセミ』から約1年3ヶ月ぶりのリリース。
- 初回盤、通常盤の2タイプ発売。
- 初回盤にのみ、フリーライブ映像（代々木公園特設ステージ、2009年6月10日）を収録したDVD付。
- 通常盤にのみ、ボーナストラック「やさしさ倶楽部」収録。

## 収録曲

### 通常盤
1. 1999 [4:59]
  - 作詞：有村竜太朗、作曲：ナカヤマアキラ、編曲：Plastic Tree
2. 梟 (ドナドナ版) [5:05]
  - 作詞：有村竜太朗、作曲：有村竜太朗・長谷川正、編曲：Plastic Tree
  - 27thシングル。
  - 中京テレビ・日本テレビ系『カウントダウン・ドキュメント 秒ヨミ!』2009年6月度エンディングテーマ
3. エとセとラ [4:14]
  - 作詞・作曲：有村竜太朗、編曲：Plastic Tree
4. sunset bloody sunset [4:43]
  - 作詞・作曲：ナカヤマアキラ、編曲：Plastic Tree
5. コンセント…---… [5:27]
  - 作詞：有村竜太朗、作曲：ナカヤマアキラ、編曲：Plastic Tree
  - 27thシングル「梟 -フクロウ-」のカップリング曲「コンセント。」のアレンジ版。
6. ガガシ [3:44]
  - 作詞・作曲：長谷川正、編曲：Plastic Tree
7. サナトリウム (ドナドナ版) [5:41]
  - 作詞：有村竜太朗、作曲：長谷川正、編曲：Plastic Tree
  - 28thシングル。曲のイントロとアウトロがシングル版と異なる。
  - TBS系『ランク王国』エンディングテーマ。
8. ドナドナ [5:33]
  - 作詞・作曲：有村竜太朗、編曲：Plastic Tree
9. ―――暗転。 [6:53]
  - 作曲・編曲：Plastic Tree
  - インストゥルメンタル曲。
10. やさしさ倶楽部 [2:03]
  - 作詞・作曲・編曲：Plastic Tree
  - ボーナストラック。通常盤のみに収録。9曲目「―――暗転。」の後に無音のトラックが複数挿入されており、本曲は20トラック目に収録されている。

### 初回盤
CD
1. 1999 [4:59]
2. 梟 (ドナドナ版) [5:05]
3. エとセとラ [4:14]
4. sunset bloody sunset [4:43]
5. コンセント…---… [5:27]
6. ガガシ [3:44]
7. サナトリウム (ドナドナ版) [5:41]
8. ドナドナ [5:33]
9. ---暗転。 [6:53]

DVD
1. 梟 (代々木公園特設ステージ、2009年6月10日)
2. 涙腺回路 (代々木公園特設ステージ、2009年6月10日)
3. リプレイ (代々木公園特設ステージ、2009年6月10日)
4. ヘイト・レッド、ディップ・イット (代々木公園特設ステージ、2009年6月10日)
5. メランコリック (代々木公園特設ステージ、2009年6月10日)